# Termo (gmina)
Termo (gr. Δήμος Θέρμου, Dimos Termu) – gmina w Grecji, w administracji zdecentralizowanej Peloponez, Grecja Zachodnia i Wyspy Jońskie, w regionie Grecja Zachodnia, w jednostce regionalnej Etolia-Akarnania. Siedzibą gminy jest Termo. W 2011 roku liczyła 8242 mieszkańców.